# 野村万蔵 (6世)
六世野村 万蔵（のむら まんぞう、1898年（明治31年）7月22日 - 1978年（昭和53年）5月6日）は、狂言方能楽師、日本芸術院会員・各個認定の重要無形文化財保持者（人間国宝）。本名・野村 万作。

## 人物
東京出身。五世野村万造の長男。九世三宅藤九郎は弟。子供に七世野村万蔵（野村萬）、野村万作、野村四郎（能役者）、野村万之介。
孫に八世野村万蔵、九世野村万蔵、二世野村万禄、二世野村萬斎、野村昌司。
曾孫に野村太一郎、六世野村万之丞、野村拳之介、野村眞之介（いずれも長男・萬の孫）がいる。
戦後の「第一次狂言ブーム」において、長男の四世万之丞（現在の初世・萬）などの活動と共にクローズアップされる。芸風は型に忠実なものでありながら、老年にいたって型にとらわれない飄逸さ・写実性を加え、名人として高い評価を受けた。また狂言面など古面を蒐集する一方で能面打ちとしても知られ、自作の能面や狂言面を多数残した。白洲正子とも交友があった。

## 来歴
- 1903年：本名である「万作」を名乗り初舞台。
- 1911年：「三番叟」を披く。
- 1913年：東京市下谷区実業補習学校卒業。
- 1918年：大正天皇・皇后行幸行啓能で「釣狐」を披く。
- 1920年：「よいや会」を創立。
- 1923年：六世野村万造を襲名、「花子」を披く。
- 1930年：長男の太良（たろう）が誕生。
- 1934年：長男の太良が初舞台を踏む。
- 1940年：万蔵と改名。
- 1948年：日本能楽協会理事。
- 1952年：「よろづ会」を創設。
- 1958年：芸術選奨文部大臣賞受賞。
- 1959年：太良の長男・耕介（こうすけ）が誕生。なお、耕介は六世万蔵の初孫である。
- 1962年：広瀬能楽賞受賞。
- 1963年：文部省芸術祭賞受賞、米国ワシントン大学東洋研究所客員教授。同年、初孫の耕介が初舞台を踏む。
- 1964年：米国公演。
- 1965年：「野村狂言の会」を創立、ヴェネツィア・ビエンナーレに参加、ベルリン公演。同年、太良の次男・良介（りょうすけ）が誕生。
- 1968年：重要無形文化財保持者（人間国宝）に認定（各個認定）、勲四等旭日小綬章受章、米国公演。
- 1969年：文化庁芸術祭奨励賞受賞。
- 1970年：日本芸術院賞受賞[1]。同年、孫の良介が初舞台を踏む。
- 1971年：宮中において「棒しばり」を務める。
- 1972年：文化庁芸術祭大賞受賞。
- 1974年：日本芸術院会員。
- 1978年：死去。後に正五位勲三等瑞宝章受章。

## 家族
太字は万蔵家嫡流を表す。

### 万蔵家
- 父：五世野村万造（隠居名：初世野村萬斎）（1863年－1938年）。
- 長男：七世野村万蔵（隠居名：野村萬）。本名・野村太良。（1930年-　）。
  - 孫：八世野村万蔵（五世野村万之丞）。本名・野村耕介。（1959年－2004年）。太良の長男。
    - 曾孫：野村太一郎。（1990年-　）。耕介の長男。

  - 孫：九世野村万蔵。本名・野村良介。（1965年-　）。太良の次男。
    - 曾孫：六世野村万之丞。本名・野村虎之介。（1996年-　）。良介の長男。
    - 曾孫：野村拳之介。（1999年-　）。良介の次男。
    - 曾孫：野村眞之介。（2003年-　）。良介の三男。

### 庶家
- 次男：二世野村万作。本名・野村二朗。（1931年-　）。
  - 孫：二世野村萬斎。本名・野村武司。（1966年-　）。二朗の長男。
    - 曾孫：野村裕基。（1999年-　）。武司の長男。
- 四男：野村四郎（野村幻雪）。（1936年-2021年）。
  - 孫：野村昌司。（1970年-　）。四郎の長男。
- 五男：野村万之介。（1939年-2010年）。

## 著書
- 狂言の道（わんや書店、1955年） - 復刊：「人間の記録」118巻（日本図書センター、1999年）
- 狂言面（わんや書店、1956年）
- 夏に技冬に声 - 随筆集（新潮社、1974年）
- 狂言芸話（わんや書店、1981年）
- 野村万蔵著作集（五月書房、1982年）

## 出演

### CM
- 名物かまど（岡山香川ローカル、1970年代）